# Avstralska narodna univerza
Avstralska narodna univerza (angleško Australian National University, kratica ANU) je javna univerza s sedežem v Actonu, predmestju avstralskega glavnega mesta Canberre. Ima sedem članic in več raziskovalnih centrov:
- Fakulteta za umetnost in družboslovje
- Fakulteta za azijske in pacifiške študije
- Poslovna in ekonomska fakulteta
- Fakulteta za inženirstvo in računalništvo
- Zdravstvena in medicinska fakulteta
- Pravna fakulteta
- Naravoslovna fakulteta

Univerzo je leta 1946 ustanovila Vlada Avstralije, sprva kot podiplomsko šolo, leta 1960 pa ji je bil priključen Univerzitetni kolidž v Canberri (ustanovljen 1929) in od takrat ponuja tudi dodiplomski študij. Je raziskovalna univerza, ki ponuja zlasti visokošolske in doktorske programe; v sistemu javnega šolstva Teritorija glavnega mesta Avstralije na tej stopnji jo dopolnjujejo Avstralska katoliška univerza in Univerza Canberre, ki ponujata višješolske programe, ter Univerzitetni kolidž Akademije avstralskih obrambnih sil, ki izobražuje vojaške kadre.
Na različnih mednarodnih lestvicah se uvršča med stoterico najboljših svetovnih univerz po akademskih in raziskovalnih dosežkih, kot druga najboljša univerza v državi za Univerzo v Melbournu.
Z univerzo je povezanih šest prejemnikov Nobelovih nagrad, ki so tu študirali ali delovali kot raziskovalci. Od teh je John C. Eccles prejel Nobelovo nagrado za fiziologijo ali medicino v času, ko je bil profesor na Avstralski narodni univerzi.